# Valiha perrieri
Valiha perrieri là một loài thực vật có hoa trong họ Hòa thảo. Loài này được (A.Camus) S.Dransf. miêu tả khoa học đầu tiên năm 1998.